# Brittany Broben
Brittany Broben (Gold Coast, Queensland, 23 de noviembre de 1995) es una clavadista australiana ganadora de una medalla de plata en los Juegos Olímpicos de Londres 2012 dentro de la categoría 10 m plataforma con una puntuación de 366.50, por detrás de la china Chen Ruolin.

## Biografía
Apodada como Britt, creció en la Costa de Oro de Queensland, donde residía hasta junio de 2012. Brittany es estudiante del Marymount College, ubicado en Burleigh Heads.

### Carrera
Broben es una clavadista de 10 m plataforma, becada del Australian Institute of Sport y entrena en el Brisbane Aquatic Centre. A partir de 2012, tiene como entrenador a Xiangning Chen.
En el Australian Open Championships de 2008, Broben obtuvo el primer lugar en Trampolín 1 m y Trampolín 3 m. Por otro lado, en el Australian Junior Elite Championships 2009 terminó primera en los 10 m plataforma, mientras que en el British Junior Elite Championships 2009 finalizó en la primera posición en trampolín 3 m, segunda en  10 m plataforma y plataforma sincronizada, y tercera en trampolín 1 m. En el Campeonato del Mundo Junior 2010 en Fort Lauderdale, obtuvo el segundo lugar en 10 m plataforma femenino, mientras que en el Australian Open Championships 2010 alcanzó el primer lugar en dicha categoría. En 2011, compitió los 10 m plataforma del Gran Premio de Estados Unidos en Fort Lauderdale, donde ganó una medalla de oro; además, durante el mismo año ganó una medalla de bronce en el Australian Open Championships 2011 dentro de la misma categoría. Además, logró el segundo lugar en el Australian Diving Championships 2012.
En Londres 2012 ganó la medalla de plata en los 10 m plataforma con 16 años.